# Vidzemes Augstskola
La Vidzemes Augstskola è un'università di Valmiera, in Lettonia.

## Facoltà

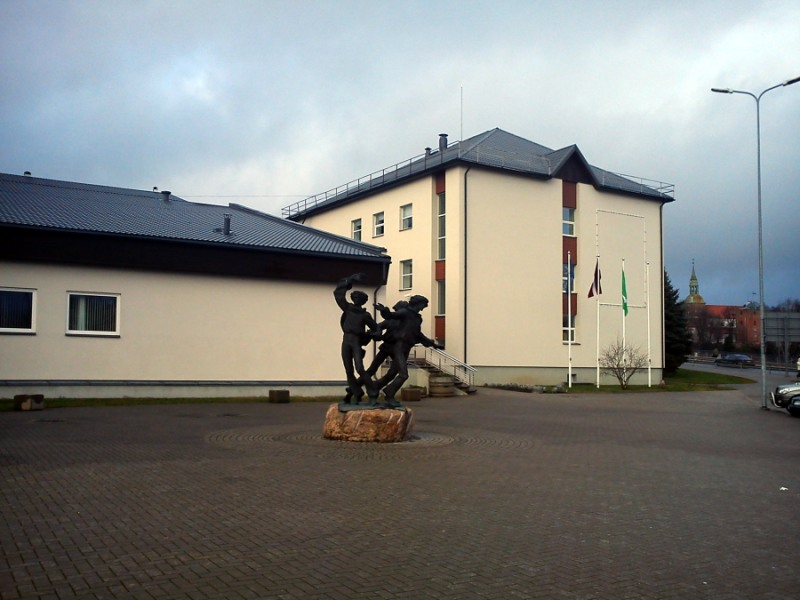
Vidzeme University of Applied Sciences, edificio principale

L'università al suo interno ha cinque facoltà: Faculty of Business Administration and Economics, Faculty of Engineering, Faculty of Social Sciences, Faculty of Tourism and Hospitality Management e Language Study and Examination Centre.